# Digitalis atlantica
Digitalis atlantica är en grobladsväxtart som beskrevs av Auguste Nicolas Pomel. Digitalis atlantica ingår i släktet fingerborgsblommor, och familjen grobladsväxter. Inga underarter finns listade i Catalogue of Life.